# Ognjen Prica
Ognjen Prica (Ilidža, Sarajevo, 27. studenoga 1899. – Zagreb, 9. srpnja 1941.), bio je hrvatski publicist i političar, narodni heroj Jugoslavije.

## Životopis
Studirao je u Zagrebu i Beču, te radio kao nastavnik u Sarajevu gdje je 1916. godine otpušten iz službe zbog političkog djelovanja. Nakon Prvoga svjetskog rata pristupio je socijalističkom pokretu, a 1919. godine potpisao je tzv. Manifest opozicije kojim se osuđuje vodstvo hrvatskih socijaldemokrata zbog ministerijalizma.
Radio je na organiziranju SKOJ-a, te je uhićen 1921. godine i protjeran iz Zagreba. Ilegalno odlazi u Beč gdje radi u uredu Balkanske komunističke federacije. Od 1924. do 1928. godine predavao je matematiku i fiziku na sarajevskoj gimnaziji i bio suradnik časopisa Radnički pokret.
U Sarajevu je 1927. godine bio član PK KPJ za BiH. U Zagrebu je bio urednik Borbe od 1928. do 1929. godine. Pokretao je i radio za brojne listove i časopise. Autor je Rječnika stranih riječi (1938., pod pseudonimom Prof. Dragutin Kovčić) i Političkog rječnika (1941. pod pseudonimom D. Kovčić). Nakon uvođenja Šestosiječanjske diktature bio je 1930. godine uhićen i na Sudu za zaštitu države osuđen je na 7 godina robije. Robiju izdržava u kaznionicama u Srijemskoj Mitrovici i Lepoglavi. Nakon izlaska s robije Prica je interniran u Korenici 1936. godine. Potom je dobio pravo nastanjenja u Zagrebu gdje je postao član Agitpropa CK KPH. Godine 1937. s Božidarom Adžijom pokrenuo je časopis Znanost i život. Potkraj ožujka 1941. godine uhitila ga je banovinska policija. Nakon uspostave NDH predan je ustašama. Iz logora Kerestinec odveden je i 9. srpnja 1941. godine strijeljan zajedno s Božidarom Adžijom, Otokarom Keršovanijem, Zvonimirom Richtmannom i šestoricom drugova u zagrebačkoj Dotrščini. Ustaše su ih strijeljale u znak odmazde zbog ubojstva redarstvenoga agenta Ljudevita Tiljka. 

## Djela
- Rječnik stranih riječi, Zadružna štamparija, Zagreb, 1938., (pod pseudonimom Prof. Dragutin Kovčić) (2. pop. i proš. izd. Orbis, Zagreb, 1940.)
- Barbarstvo Krležinog »Antibarbarusa«, Grafika, Zagreb, 1940.
- Politički rječnik, Knjižara Odjek, Zagreb, 1941. (pod pseudonimom D. Kovčić)
- Izbor članaka / Ognjen Prica, izbor, napomene, predgovor i pogovor Nusret Seferović, Kultura, Beograd, 1960.

## Vanjske poveznice
- Krležijana: Prica, Ognjen  Arhivirana inačica izvorne stranice od 17. ožujka 2016. (Wayback Machine)